# Krivitsjen
De Krivitsjen (Russisch: кривичи; krivitsjí, Wit-Russisch: крывічы; kryvičý) was een van de stamverbanden van de Oostelijke Slaven tussen de 6e en de 12e eeuw. De Krivitsjen bewoonden de bovenlopen van de Wolga, Dnjepr, Westelijke Dvina, gebieden ten zuiden van de benedenlopen van de rivier de Velikaja en delen van het stroomgebied van de Neman.

## Etymologie en verspreiding
Volgens Max Vasmer zou de naam mogelijk afkomstig zijn van hun voorvader vorst Kriv, wiens bijnaam afgeleid zou kunnen zijn van het bijvoeglijke naamwoord krivoj ("krom, scheef"), misschien vanwege een geboorteafwijking. Dit is echter zeer hypothetisch en niet algemeen aanvaard. Jan Stankievič stelde een afleiding van Slavisch "krov" (bloed) voor, met als betekenis "bloedverwanten".
Vanaf omstreeks de 6e eeuw verlieten Slavische stammen onder druk van de Gotische overheersing hun stamgebied tussen Boeg en Dnjepr en verspreidden zich naar het noordoosten, waarbij ze de daar woonachtige schaarse Fins-Oegrische volkeren en Baltische stammen opnamen in hun gelederen. De Krivitsjen speelden een belangrijke rol in de Slavische kolonisatie van het gebied tussen de Wolga en de Kljazma. Samen met de Dregovitsjen, Radimitsjen en enkele Baltische stammen vormden ze de voorvaders van de huidige Wit-Russische natie.
Door archeologen worden de Krivitsjen geassocieerd met de cultuur van de lange grafheuvels van Pskov.

## Leefwijze
De Krivitsjen lieten veel archeologische monumenten na, zoals overblijfselen van landbouw, dorpen met sporen van ijzerbewerking, sieraden (glazen kralen en armbanden gemaakt van uitgerekt draad), smederijwerk en ander handwerk; lange grafheuvels uit de 6e tot 9e eeuw met gecremeerde lichamen en grafheuvels van rijke krijgers met hun wapentuig. Na een overlijden werden de stoffelijke resten verbrand. De botten werden in een pot op een paal langs de weg gezet. Nadat ze zich hadden gevestigd rond de handelsroute van de Varjagen naar de Grieken, begonnen de Krivitsjen te handelen met de Varjagen. Hun belangrijkste stamcentra waren Gnjozdovo, Izborsk en Polotsk.

## Oorlogen en vermeldingen
De Krivitsjen namen deel aan de militaire veldtochten van Oleg en Igor tegen het Byzantijnse Rijk. Ze worden ook genoemd in De Administrando Imperio als de Κριβιτζοί. In de jaren 70 van de 9e eeuw werd het Vorstendom Polotsk, dat door een Varjaagse clanleider, Rogvolod (Ragnvald) werd bestuurd, voor het eerst beschreven in de kronieken.

## Nalatenschap
In Letland wordt het woord "Krievs" gebruikt voor "Russisch" en het woord "Krievija" voor "Rusland". Vanuit het Baltische gebied verspreide het woord zich verder over Centraal-Europa. Een Duitse kroniekschrijver uit Duisburg schreef bijvoorbeeld in 1314: "Frater Henricus Marschalcus... venit ad terram Crivitae, et civitatem illam, guae parva Nogardiadicitur cepit". en in de Poolse uitgave "Kazanie na Pogrzeb Maryanny Korsakywnej" (Lublin, 1687. Б. II, 49) werd Paraxedis, de heilige van Polatsk "Regina Krivitae" ("de koningin van de Kryviërs") genoemd.